# 父と子

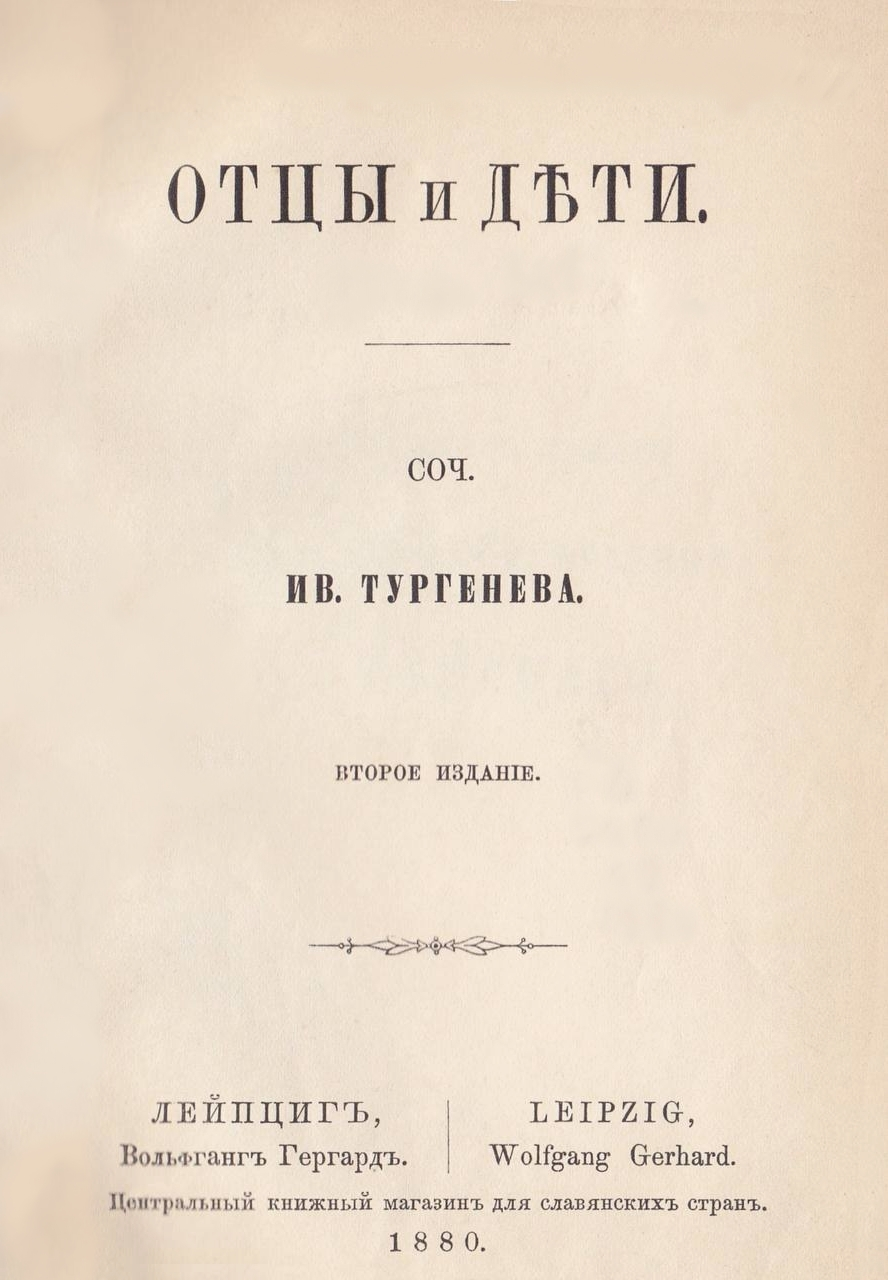

『父と子』（ちちとこ、ロシア語: Отцы и дети）は、1862年に雑誌『ロシア報知』（露: Русскій Вѣстникъ）に発表されたイワン・ツルゲーネフの長編小説である。

## 概要
1859年5月、40代半ばの地主ニコライ・キルサーノフが、大学を卒業して帰って来る息子のアルカージーを出迎える場面から話は始まる。芸術や社会思想、経済などについて旧世代と若者との間で何度も激しい議論が繰り返される。エヴゲーニイは未亡人オジンツォーワに一目惚れして愛を告白するが、彼女はどうすれば良いのか分からず困惑してしまう。エヴゲーニイは医療ミスで感染症に罹ってしまう。元気だった頃にはおくびにも出さなかった両親への愛情を口に出し、その後に死亡してしまうが、最後まで彼はニヒリズムという自らの信条は変えなかった。そして、若者たちもそれぞれの新しい人生を始める。アルカージーとカーチャ、ニコライ・ペトローヴィチとフェーニチカとがそれぞれ結婚し、クークシナはドイツのハイデルベルクで留学生活を始める。エヴゲーニイの墓に彼の両親が通い続け、寂しく語り合う。

## 登場人物
エヴゲーニー・ワシリーイチ・バザーロフ
ニヒリスト。科学を専攻し、医者になろうとしている。正教の教えを否定している無神論者。
ニコライ・ペトローヴィチ・キルサーノフ
大地主。アルカージーの父親で自由主義者。ドイツやフランス伝来の哲学を嫌がり、家父長制を支持している。
パーヴェル・ペトローヴィチ・キルサーノフ
ニコライ・ペトローヴィチの兄。ニコライ・ペトローヴィチの兄弟で、ブルジョワの貴族階級の人。高尚な教養を持っている事を誇りにしている。
アルカージー・ニコラーイチ・キルサーノフ
サンクトペテルブルク大学を卒業したばかりの青年。エヴゲーニーと同様にニヒリストである。
ワシーリー・イワノヴィチ・バザーロフ
エヴゲーニー・ワシリーイチ・バザーロフの父親。以前は軍隊で医師をしていた。新時代の思想に触れず、ロシア皇帝に忠誠を誓い、正教の信仰を持っている。
アリーナ・ヴラシェヴナ・バザローヴァ
占いや祈祷を信じるお人好しな女性。
アンナ・セルゲーヴナ・オディンツァヴァ
金持ちの未亡人。
カテリーナ・セルゲーヴナ・ロクテーヴァ
アンナの妹。
フェドーシャ・ニコラーエヴナ
ニコライの家政婦の娘。

## 評価
イワン・ツルゲーネフの代表作として認識されている。自然主義文学やその後の白樺派といった日本の作家達にも影響を与えた。

## 日本語訳
- 佐々木彰訳 ドットブック版、講談社文庫
- 金子幸彦訳 岩波文庫（品切れ中）1960年9月
  - ISBN 4-00-326086-4
- 工藤精一郎訳・新潮文庫 1998年05月
  - ISBN 978-4-10-201806-4

## 関連文献
- 旭季彦（1991年）『ナロードニキ運動とその文学』、新読書社。ISBN 4788070146